# Uniform m/1802

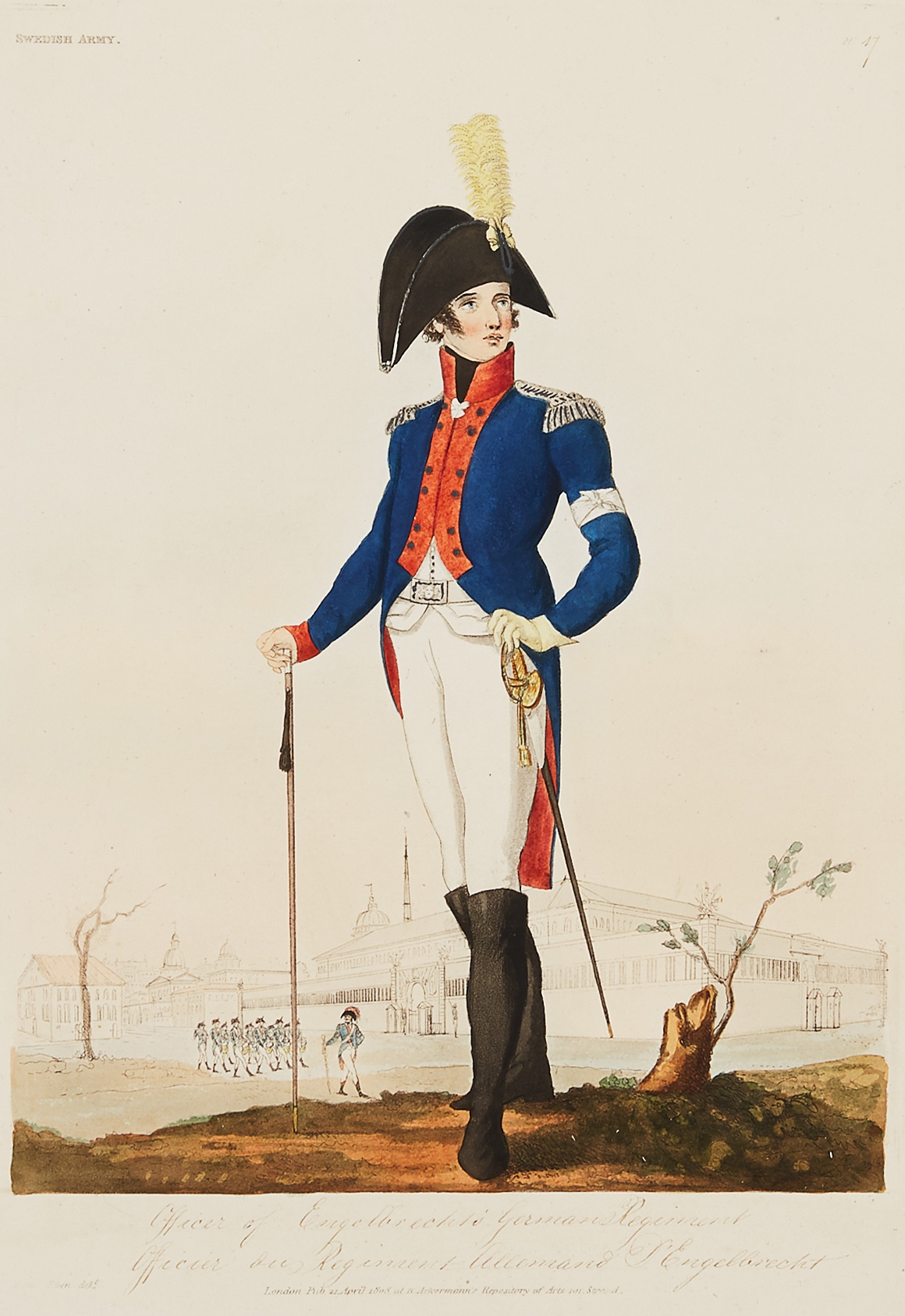
Officer vid Engelbrechtenska regementet bärande modell 1802.

Uniform m/1802 är ett uniformssystem som har använts inom den svenska krigsmakten. Uniformen togs fram för att ersätta uniform m/1792, och var snarare en förändring och modernisering av denna. Den ersatte dock inte uniform m/1801 som användes inom främst generalitetet och amiralitetet. Modell 1802 är att av de uniformssystem som brukar hänföras till samlingsbeteckningen modell äldre.

## Utformning
Uniformsjackan hade kvar sina bröstrevärer, de blev dock bredare, och nådde ända upp till axelsömmen. Modellen omfattade dels en jacka dels en frack. Manskap använde oftast jackan, medan officerare tenderade att nyttja fracken. Huvudbonaden var för officerare och underofficerare bicorne m/1802, om man tillhörde Kungliga Majestäts Liv och Hustrupper. Huvudbonaden för övriga regementen var en hög hatt med ståndare och var i stort lika den hatt som ingick i m/1792.
Alla fotregementen hade mörkblå jackor, utom Jönköpings regemente som hade en mellanblå, och Jämtlands regemente som hade en grå färg. Krage, ärmuppslag, foder samt uppvecken på skörten hade olika färg beroende på regemente.
Skillnaden mellan uniformer för soldater och officerare var att officerarnas uniformer var gjorda av material av högre kvalitet, samt att officerarna även bar en vit armbindel runt vänster överarm. Denna armbindel var ett minne från Gustav III:s oblodiga revolution i augusti 1772 och den blev en del av den svenska officersuniformen till 1809.
Uniformen ersattes inom den indelta armén med Uniform m/1806, och i sin helhet i och med uniform m/1807.

## Förteckning över persedlar
- Frack m/1802
- Jacka m/1802
- Långbyxor m/1802
- Väst m/1802
- Bicorne m/1802
- Skärp m/1802
- Stibletter m/1802
- Livgehäng m/1802
- Hatt m/1799

## Bilder

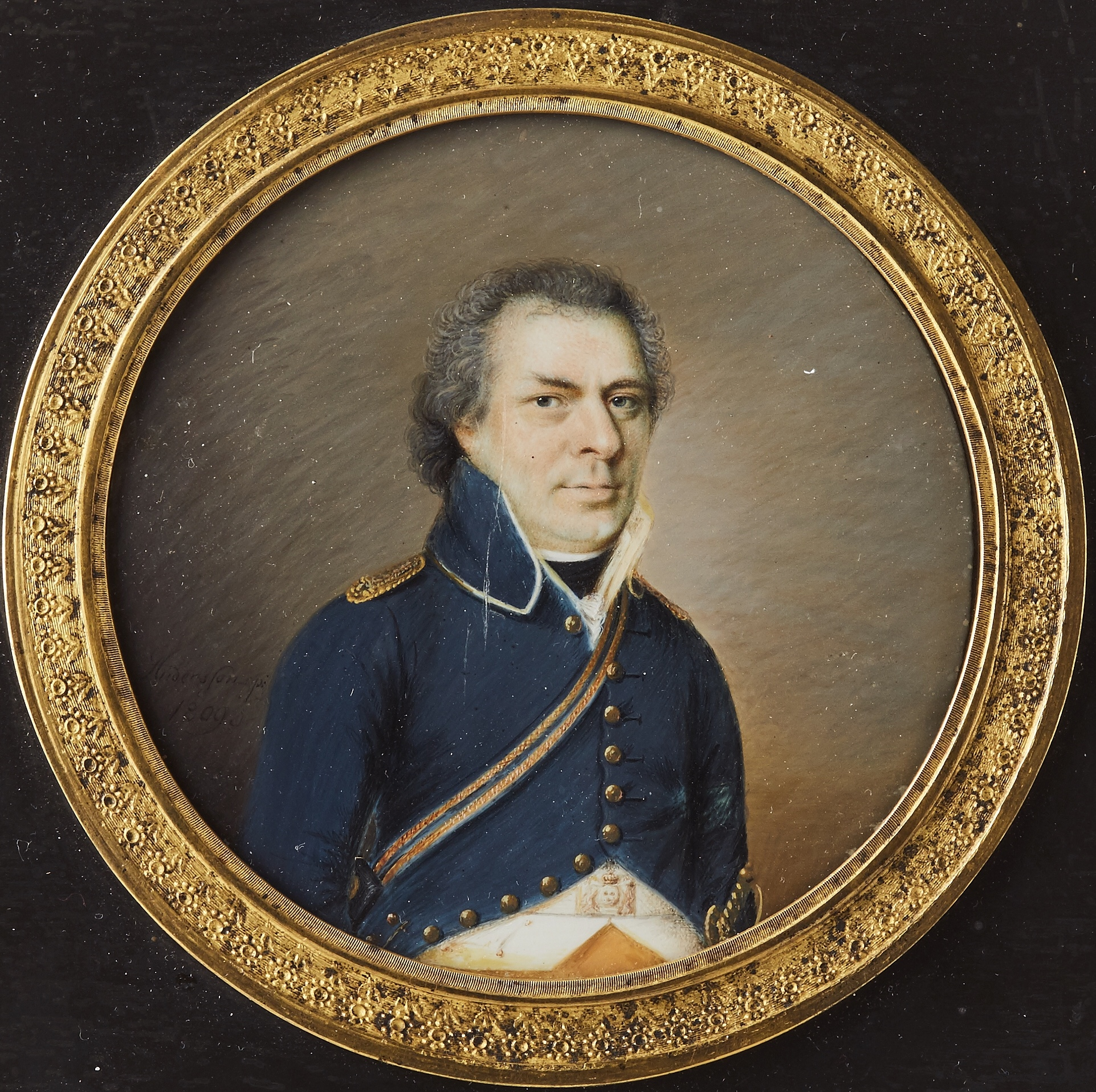
Kornetten Johannes Gerle iklädd uniform m/1802 för Stockholms borgerskaps militärkårer.
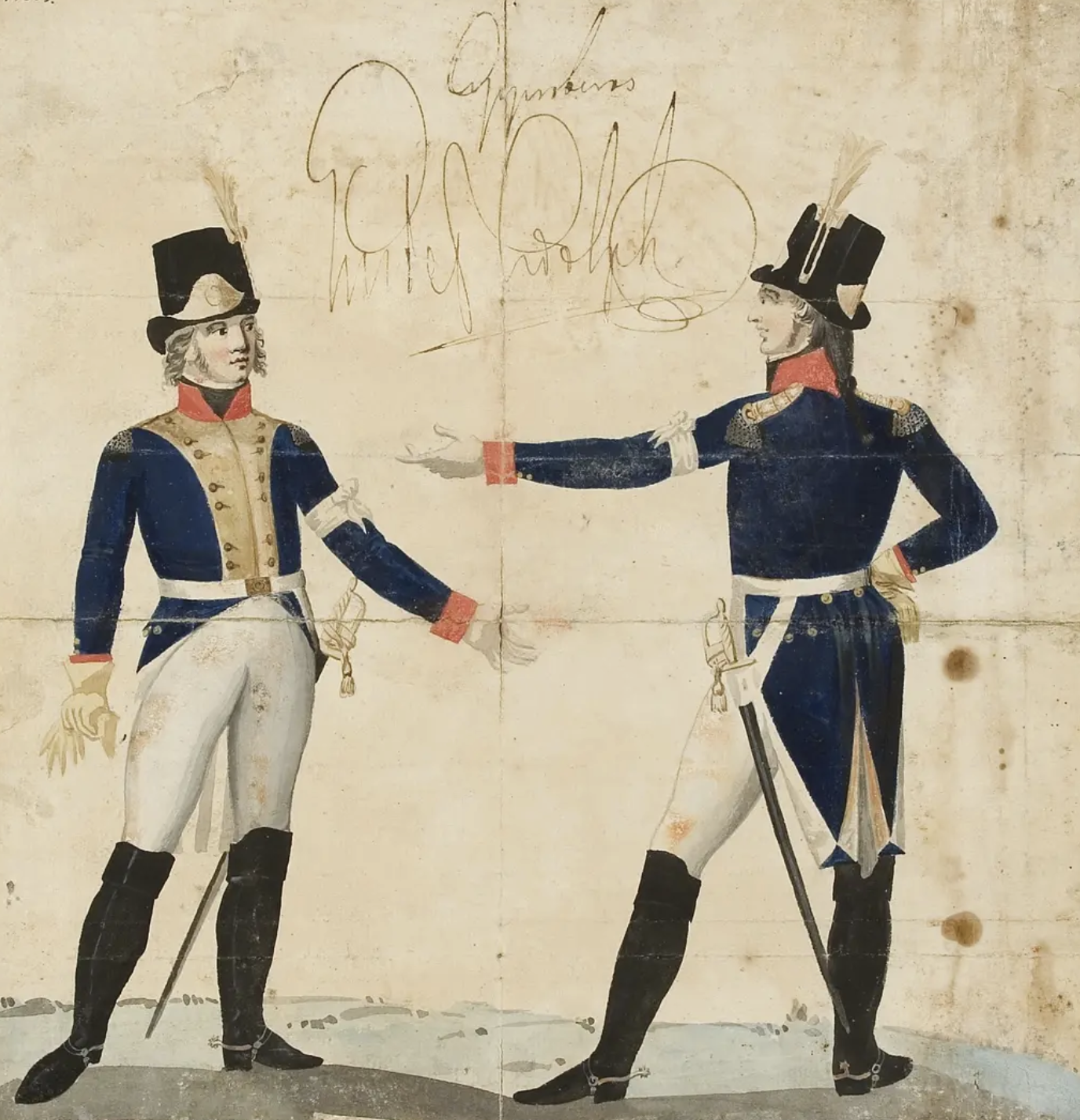
Uniformsmodellen för officerare vid Kalmar regemente, godkänd av Gustaf IV Adolf
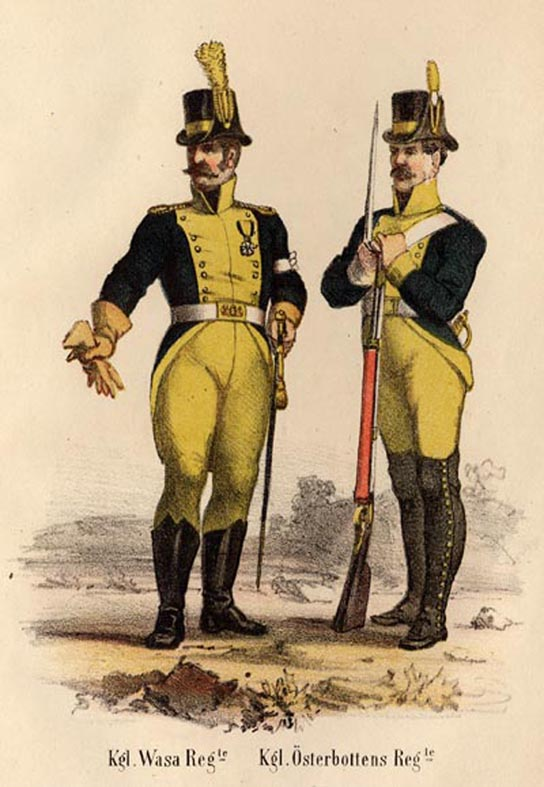
Uniform m/1802 för officer och manskap vid Vasa och Österbottens regemente.
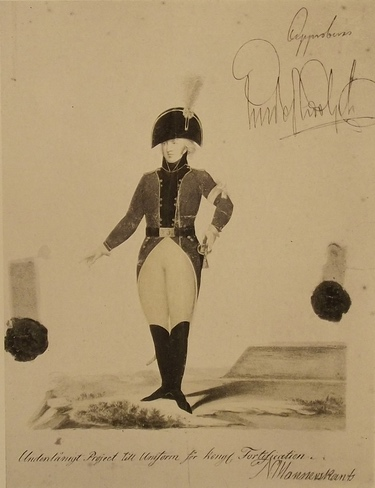
Officer vid Fortifikationen bärande modell 1802. Teckning av Nils Mannerskantz.
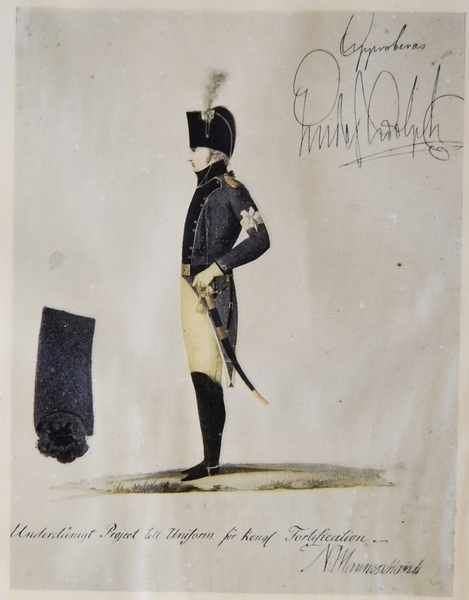
Officer vid fortifikationen iklädd frack m/1802.
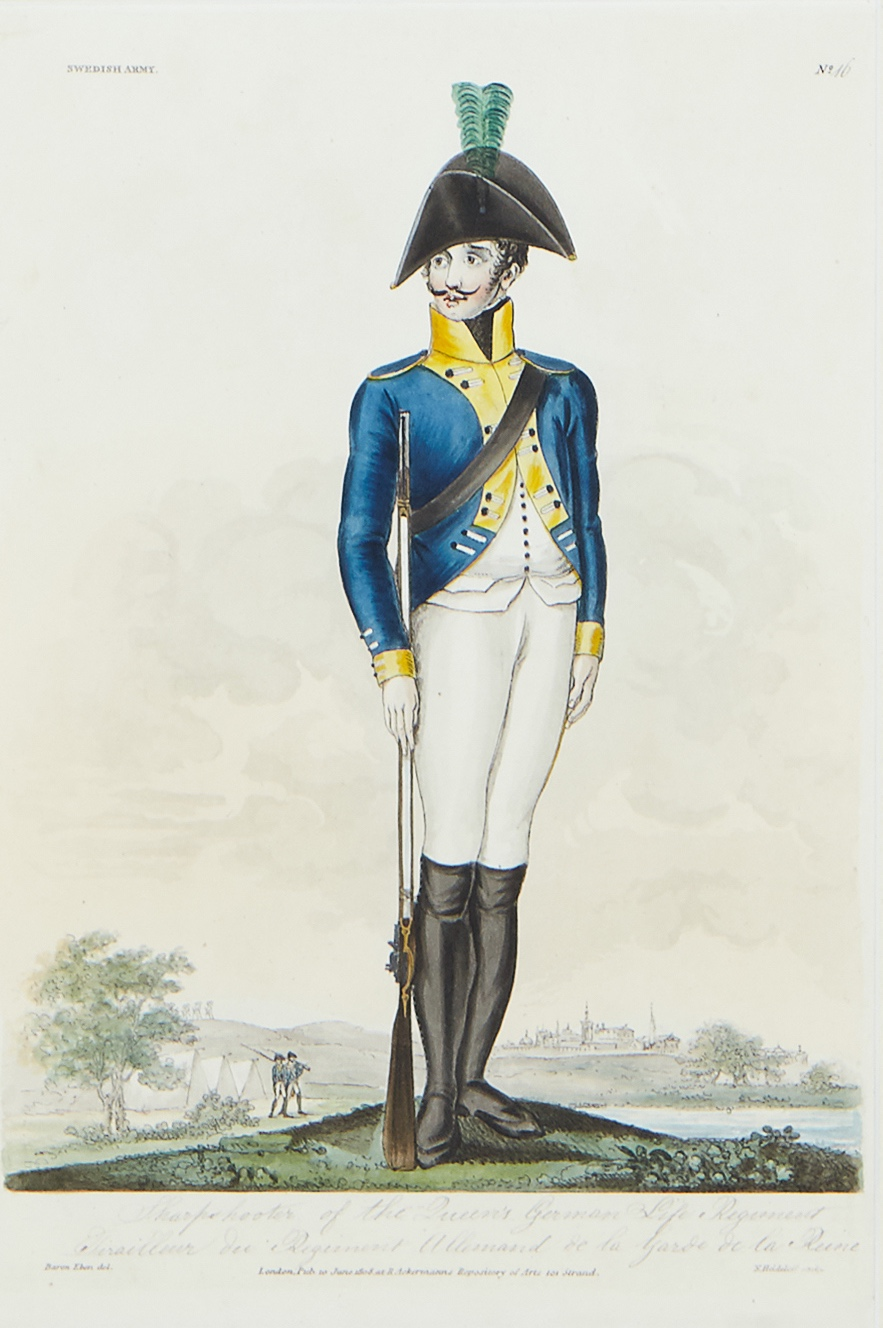
Uniform m/1802 vid Drottningens livregemente till fot
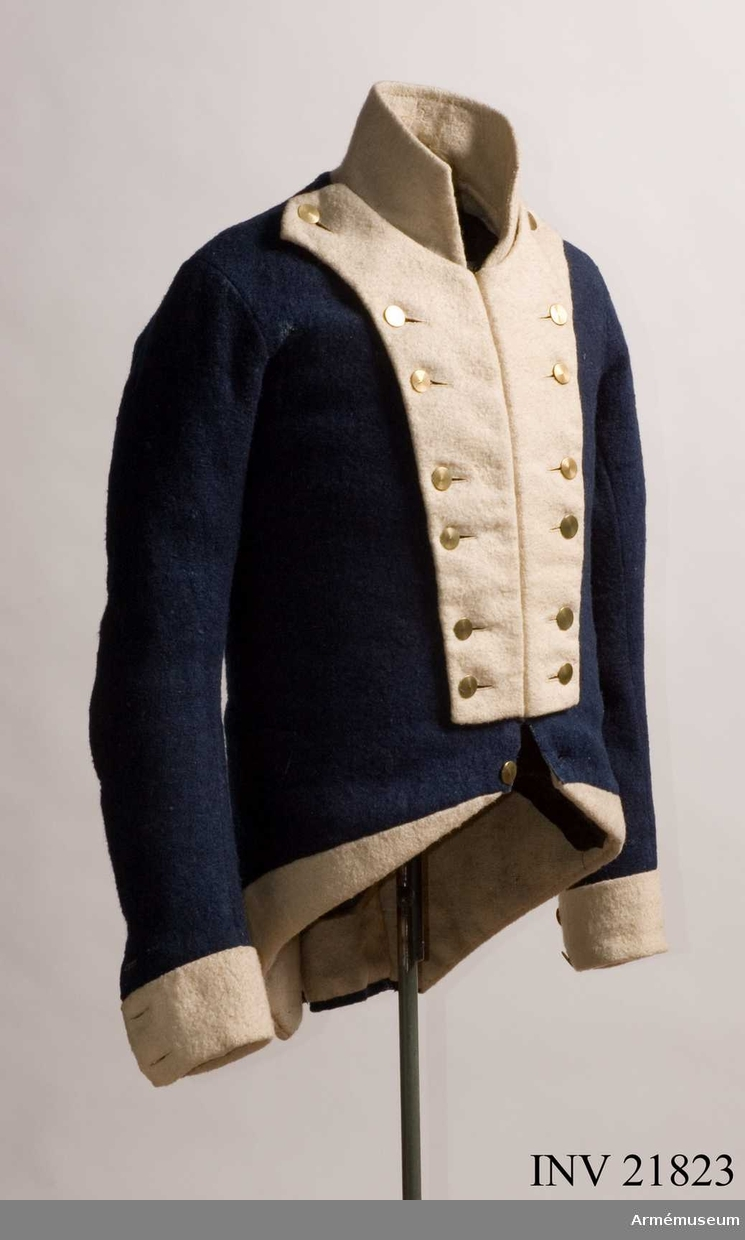
Jacka m/1802 för manskap vid Hälsinge regemente
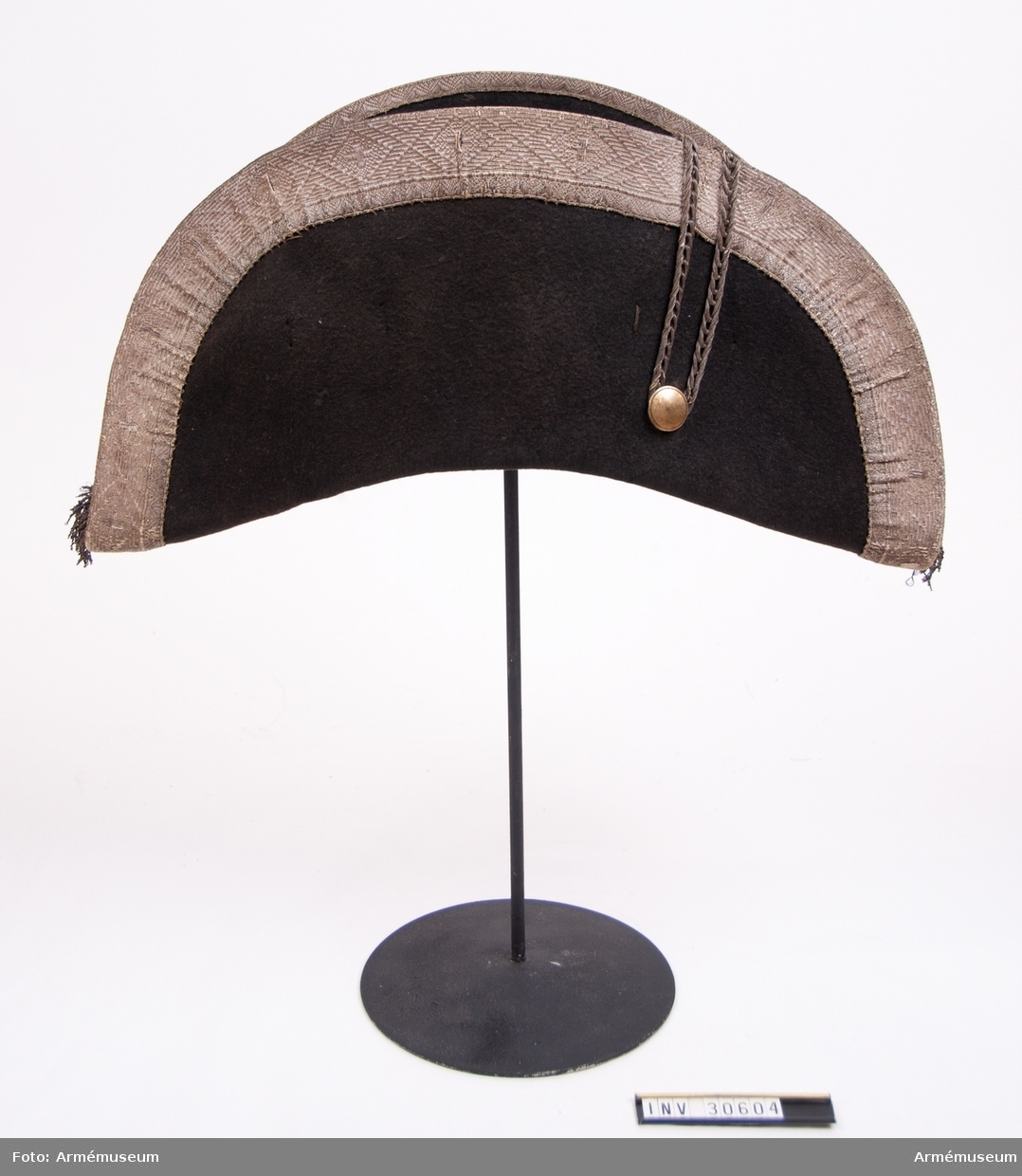
Bicorne m/1802 för underofficer vid Svea Livgarde.
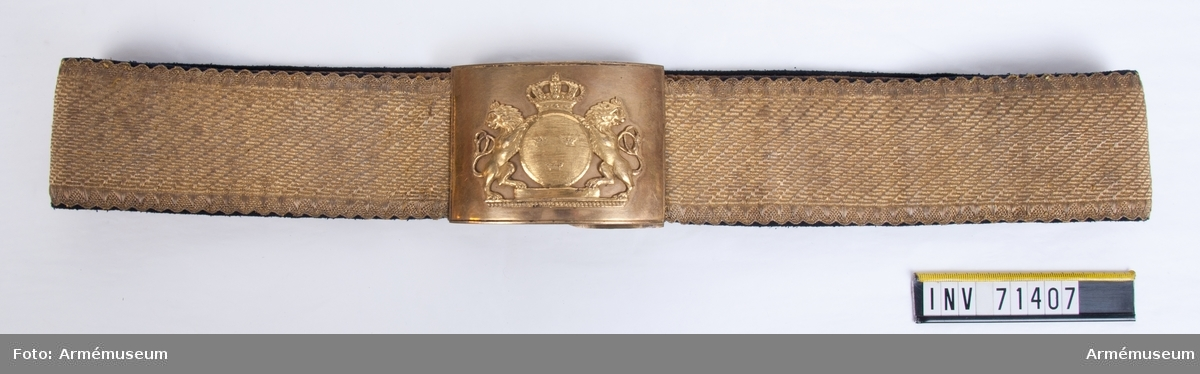
Livgehäng m/1802 för officer.
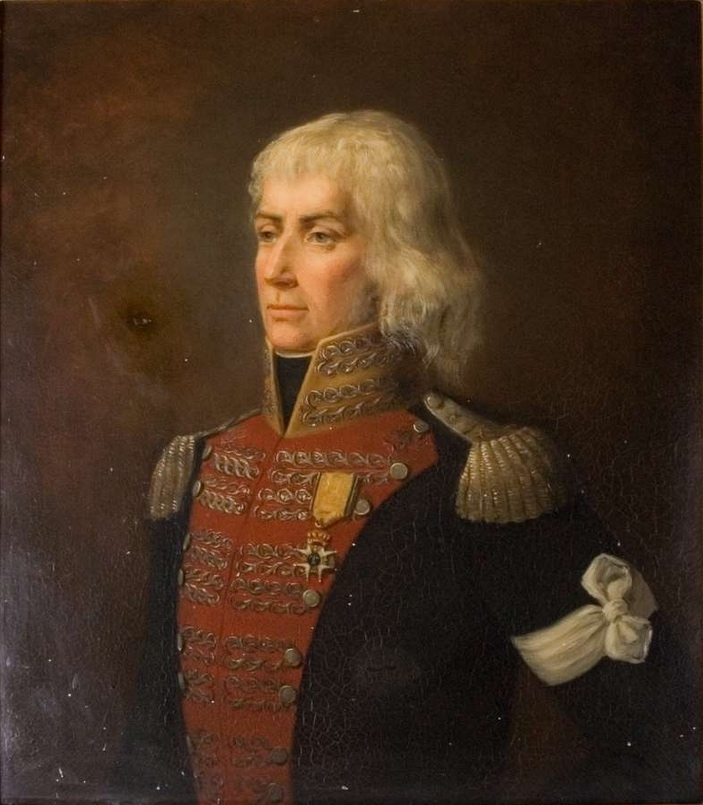
Georg Gedda iförd uniform m/1802 för en överste vid Finska gardesregementet.
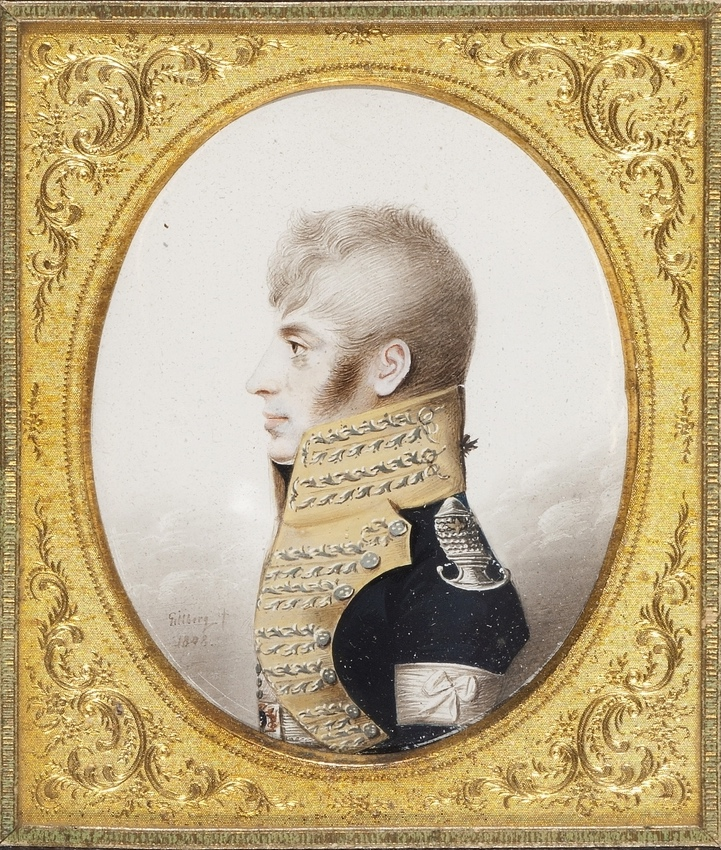
Okänd officer vid Svea Livgarde iförd modell 1802.
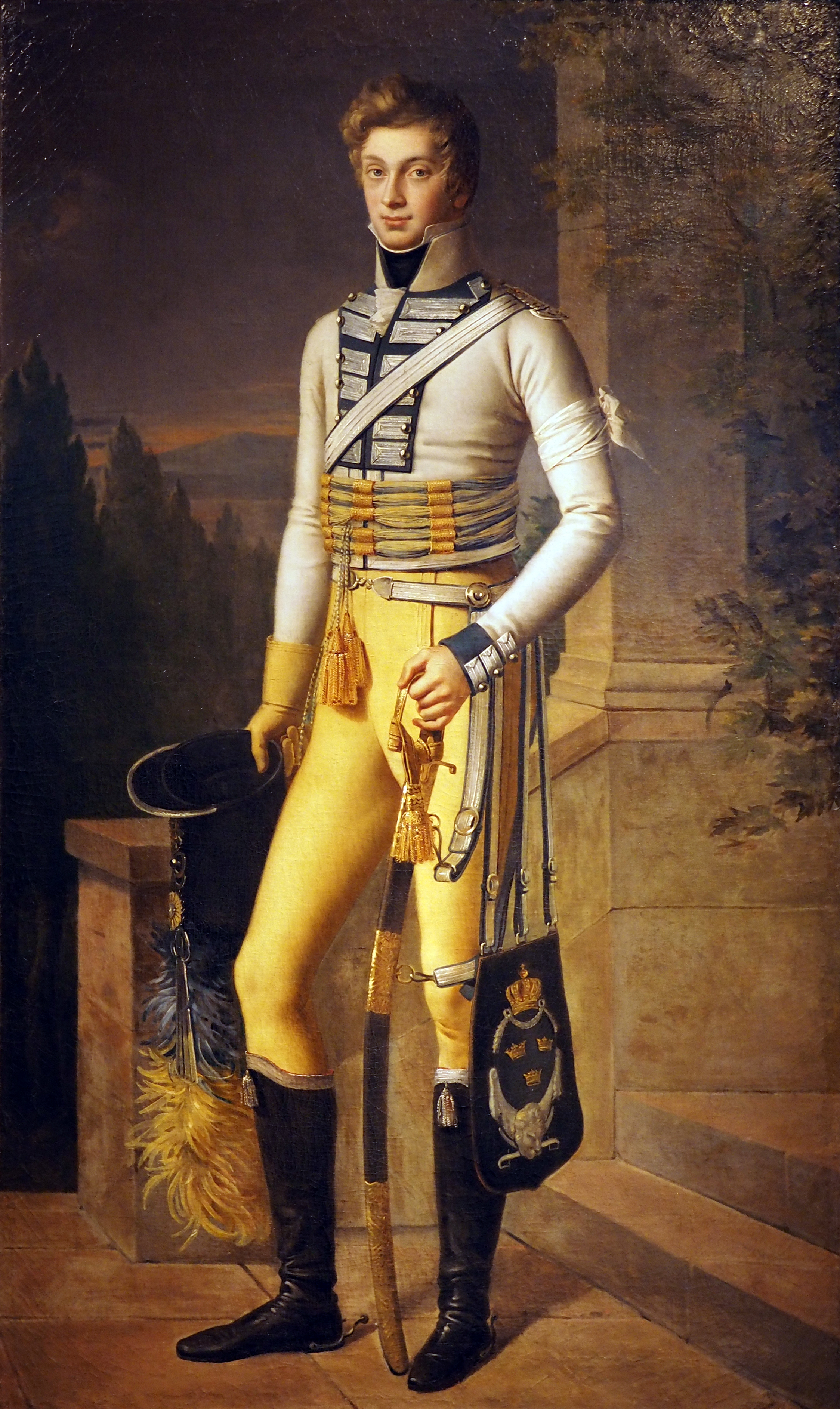
Målning av Wilhelm Putbus iklädd uniform m/1802 för en kornett vid Lätta livdragonregementet. Målning från ca 1802 av okänd.
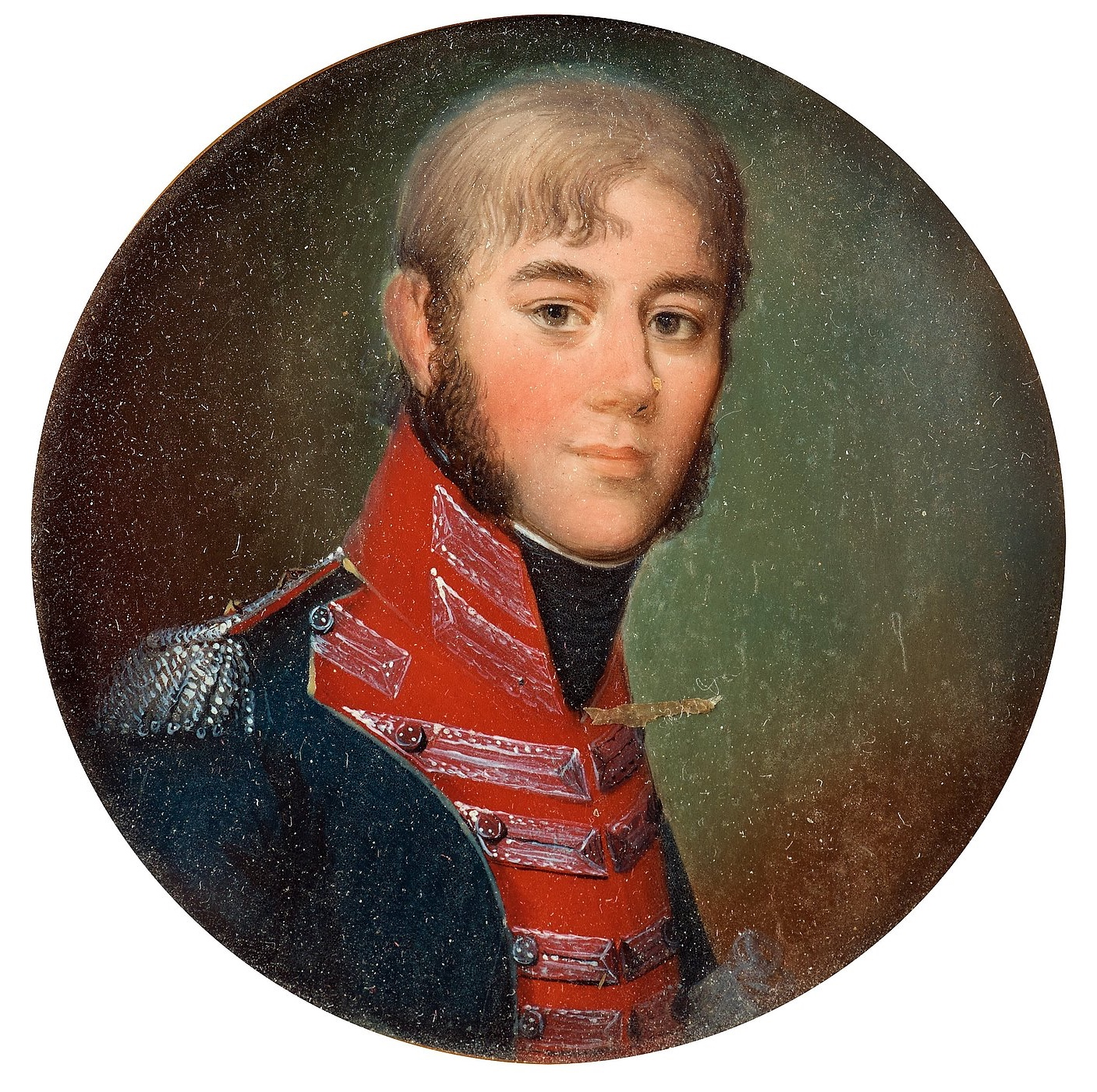
Axel Didrik Reuterskiöld iklädd Änkedrottningens livregementes uniform modell 1802.
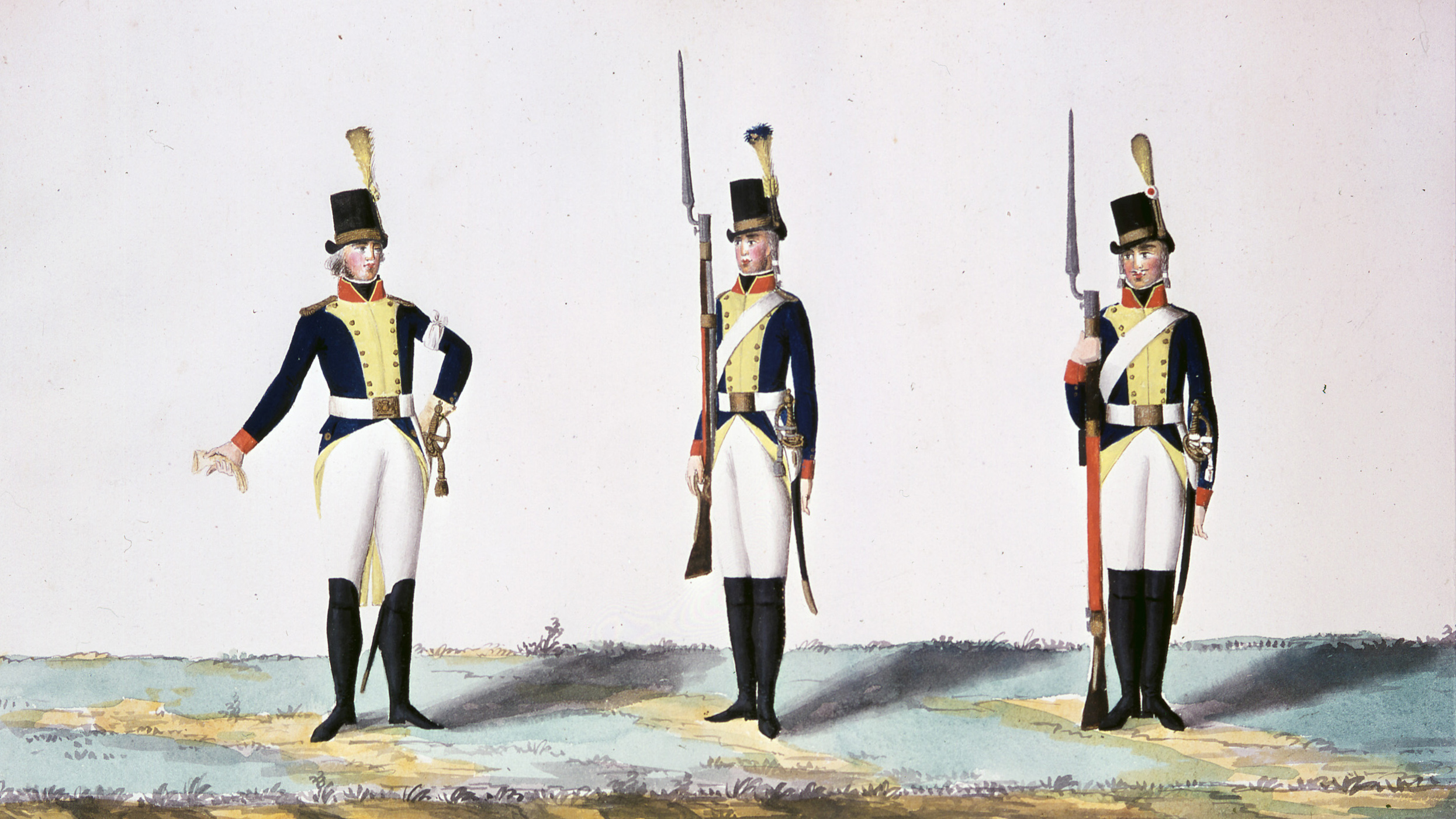
Uniform m/1802 för officerare och manskap vid Jönköpings regemente. Illustration av Carl Gustaf Gillberg, 1803.

### Webbkällor
http://www.hhogman.se/uniformer_armen_18_infanteriet1.htm